# میرزا سعیدخان کاشی
میرزا سعیدخان کاشی ملقب به ‌معدل الدوله از سیاستمداران ایرانی بود، که در  دوره سوم  بعنوان نماینده قائنات و سیستان در مجلس شورای ملی حضور داشت.